# Grenszicht
Grenszicht is een achtkantige, stelling- korenmolen in Emmer-Compascuum, die gebruikt werd voor het malen van graan. De molen heeft twee koppels blauwe, 16der (doorsnede 140 cm) maalstenen. Op een koppel zit een regulateur. Ook staat onder in de molen een door de molen aangedreven maalstoel. In de molen staat een builkist met opschrift, die aangedreven wordt vanaf de bolspil van een maalkoppel. Verder is er sinds 2002 een museum bij de molen met onder andere schoenmakersgereedschap, een lijnzaadmolen voor het persen van lijnolie, een elektrisch aangedreven molen met verticale stenen en een mengketel.
De imposante molen heeft een grote landschappelijke waarde.
Hij is in 1907 gebouwd door molenmaker Schulte uit Ter Apel in opdracht van J.R. Hooge. Voor de bouw zijn onderdelen van een poldermolen in Oude Pekela gebruikt. In 1974-1975 is hij gerestaureerd. De naam van de molen is ingegeven door het feit dat de molen minder dan een kilometer van de Duitse grens staat.
Het is een achtkantige stellingmolen, met riet gedekt, rustend op een stenen onderbouw. De kap is ook met riet gedekt.
De wieken hebben een vlucht van 18,80 meter. De gelaste roeden zijn in 1974 gemaakt door de firma Buurma in Oudeschans. De binnenroede heeft nummer 39 en de buitenroede nummer 40.
De gietijzeren bovenas is in 1928 gegoten door H.J. Koning in Foxham en heeft nummer 283.
De kap heeft een voeghouten kruiwerk. De kap wordt gekruid (rondgedraaid) met een kruirad.
De vang waarmee de molen wordt stilgezet is een Vlaamse vang, die bediend wordt door een wipstok. De vangbalk ligt bij een draaiende molen op een duim.
Het graan wordt geluid (opgehesen) met een kammenluiwerk.
De huidige eigenaar van de molen is J. Geerdink.

## Overbrengingen
- De overbrengingsverhouding is 1 : 7,41 en 1 : 8,38.
- Het bovenwiel heeft 69 kammen en de bonkelaar 29. De koningsspil draait hierdoor 2,38 keer sneller dan de bovenas.
- Het spoorwiel heeft 81 kammen en de steenrondsels 26 respectievelijk 23 staven. De steenrondsels draaien hierdoor 3,115 respectievelijk 3,52 keer sneller dan de koningsspil en 7,41 respectievelijk 8,38 keer sneller dan de bovenas.

## Fotogalerij

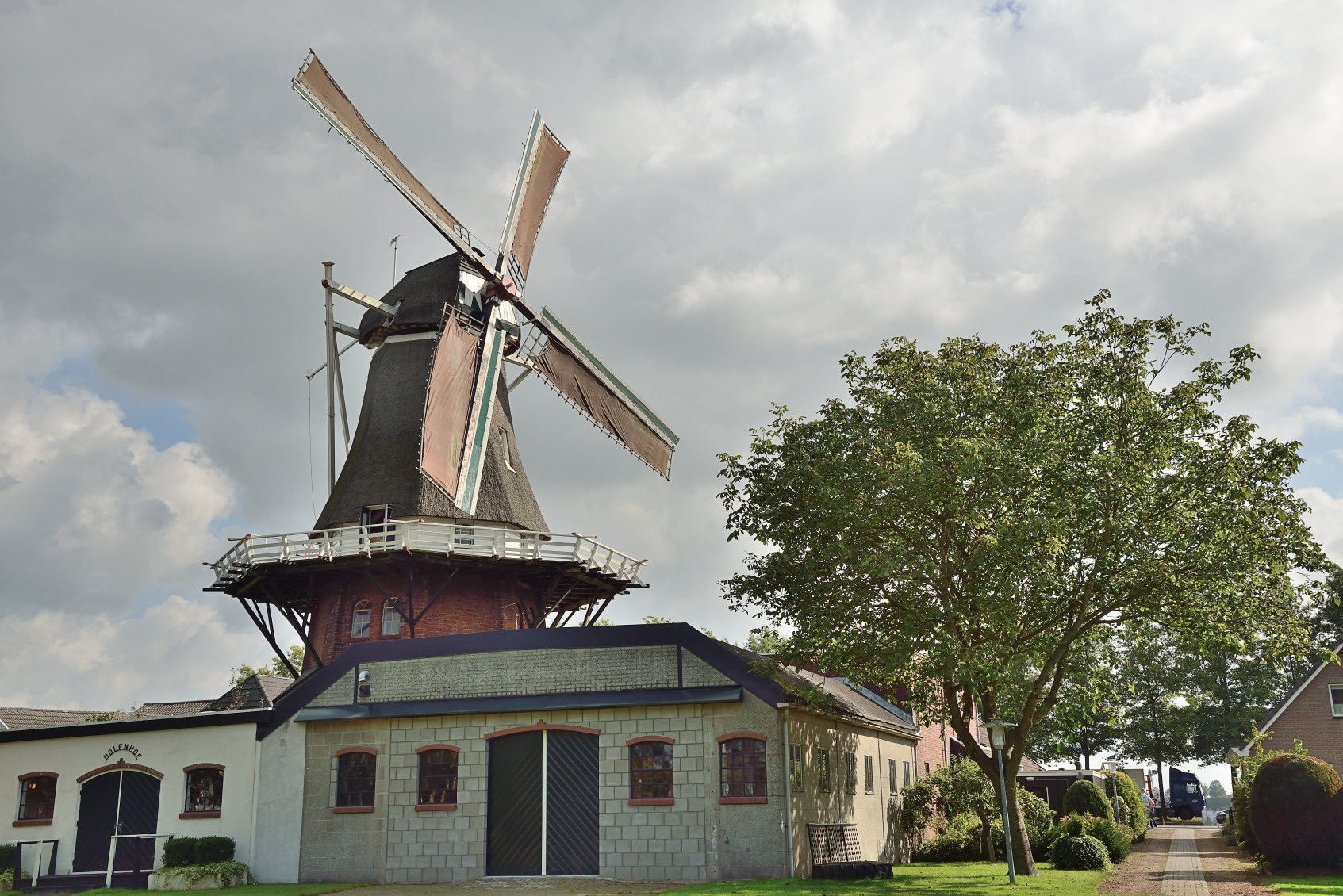
Achterzijde
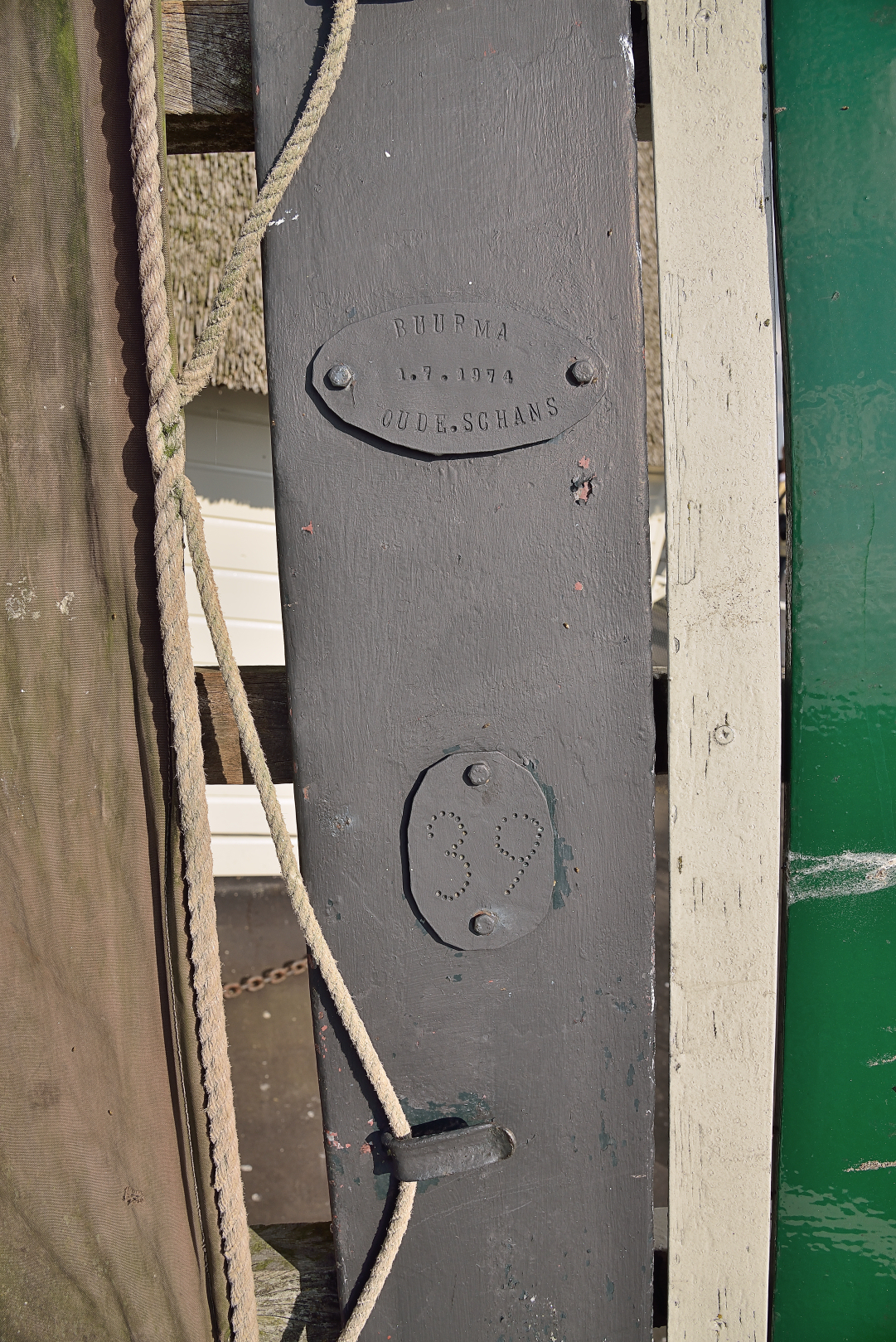
Roeplaatje en roenummer
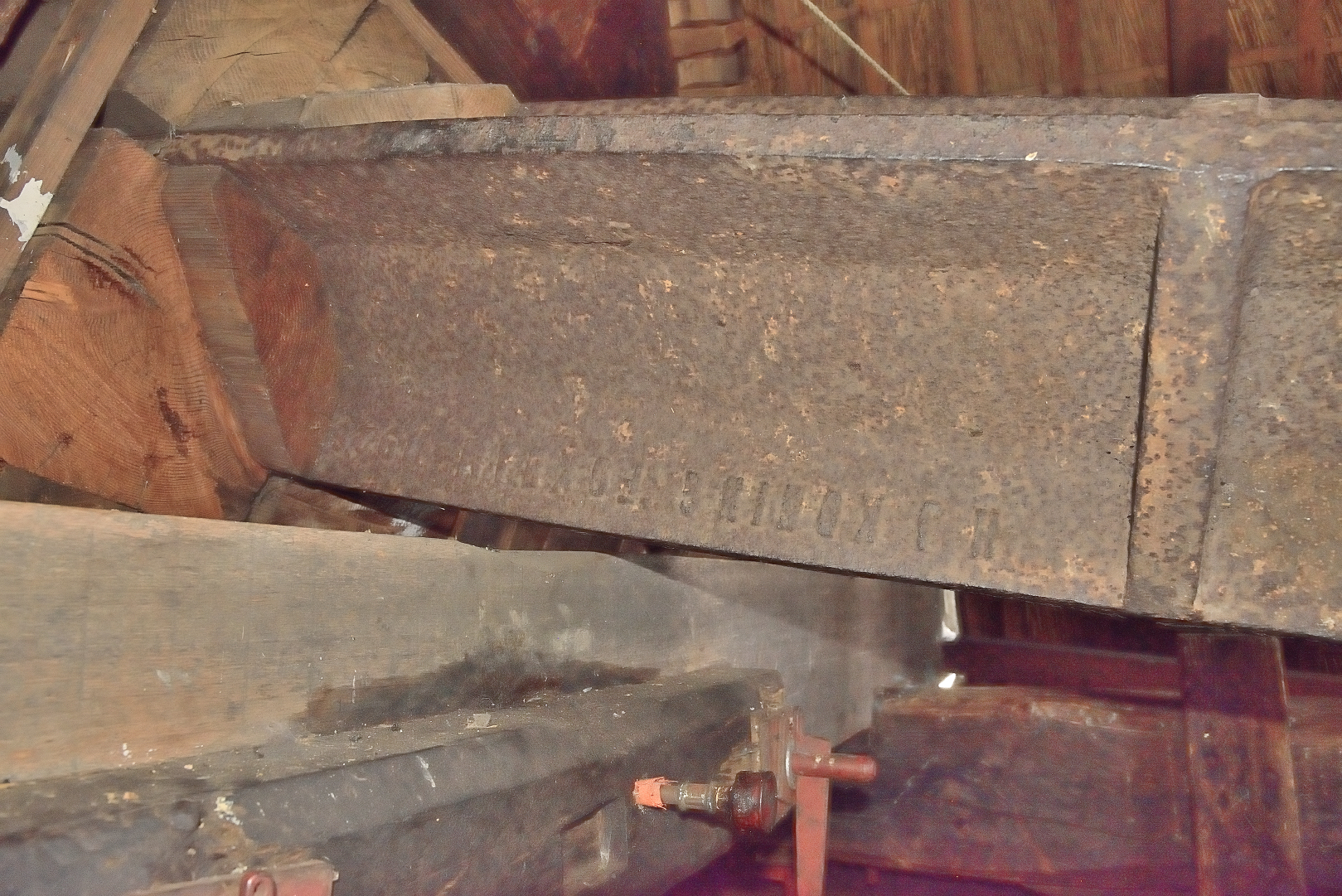
Bovenas, H.J. Koning nummer 283, uit 1928
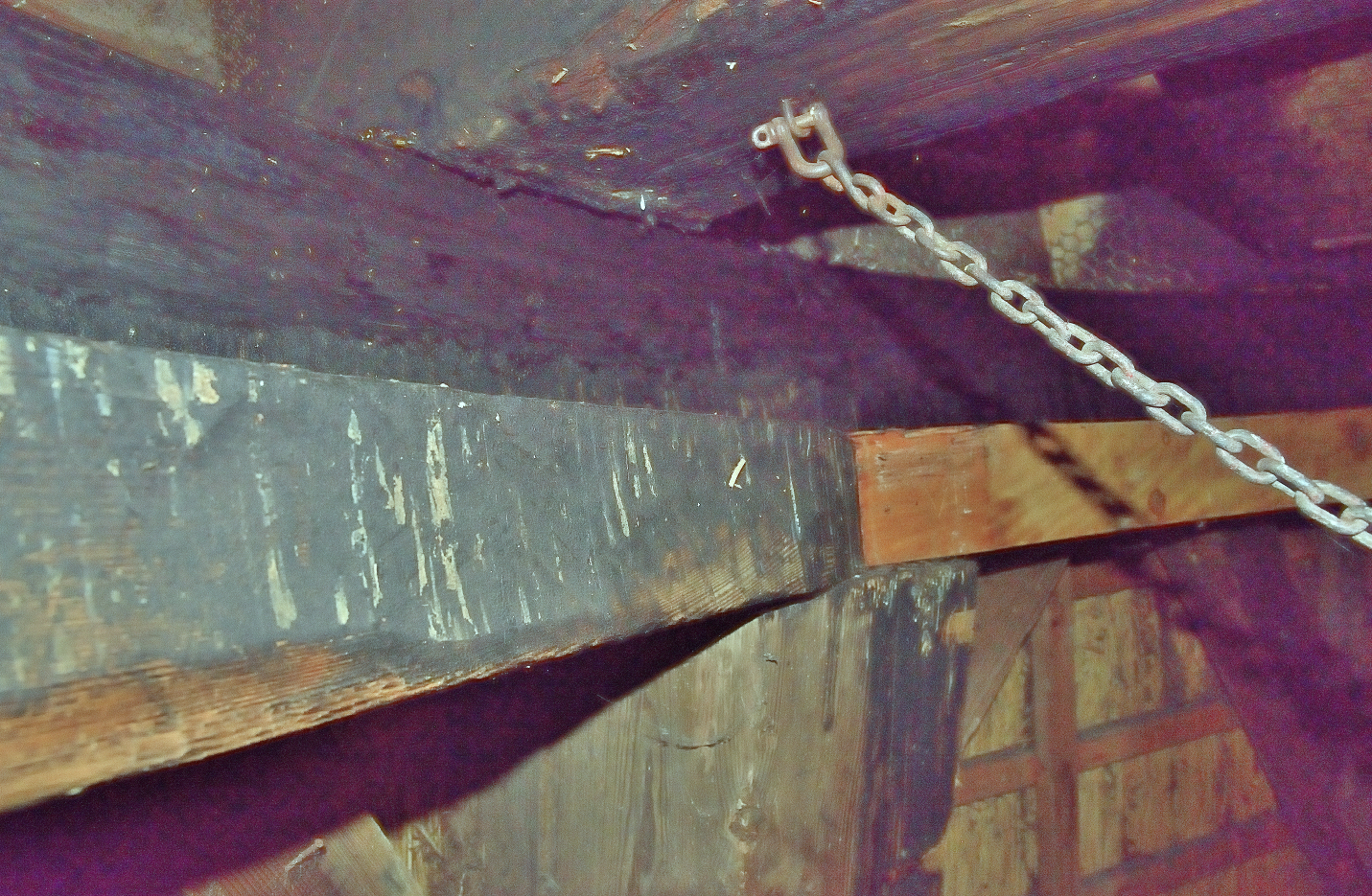
Voeghoutenkruiwerk met steunder
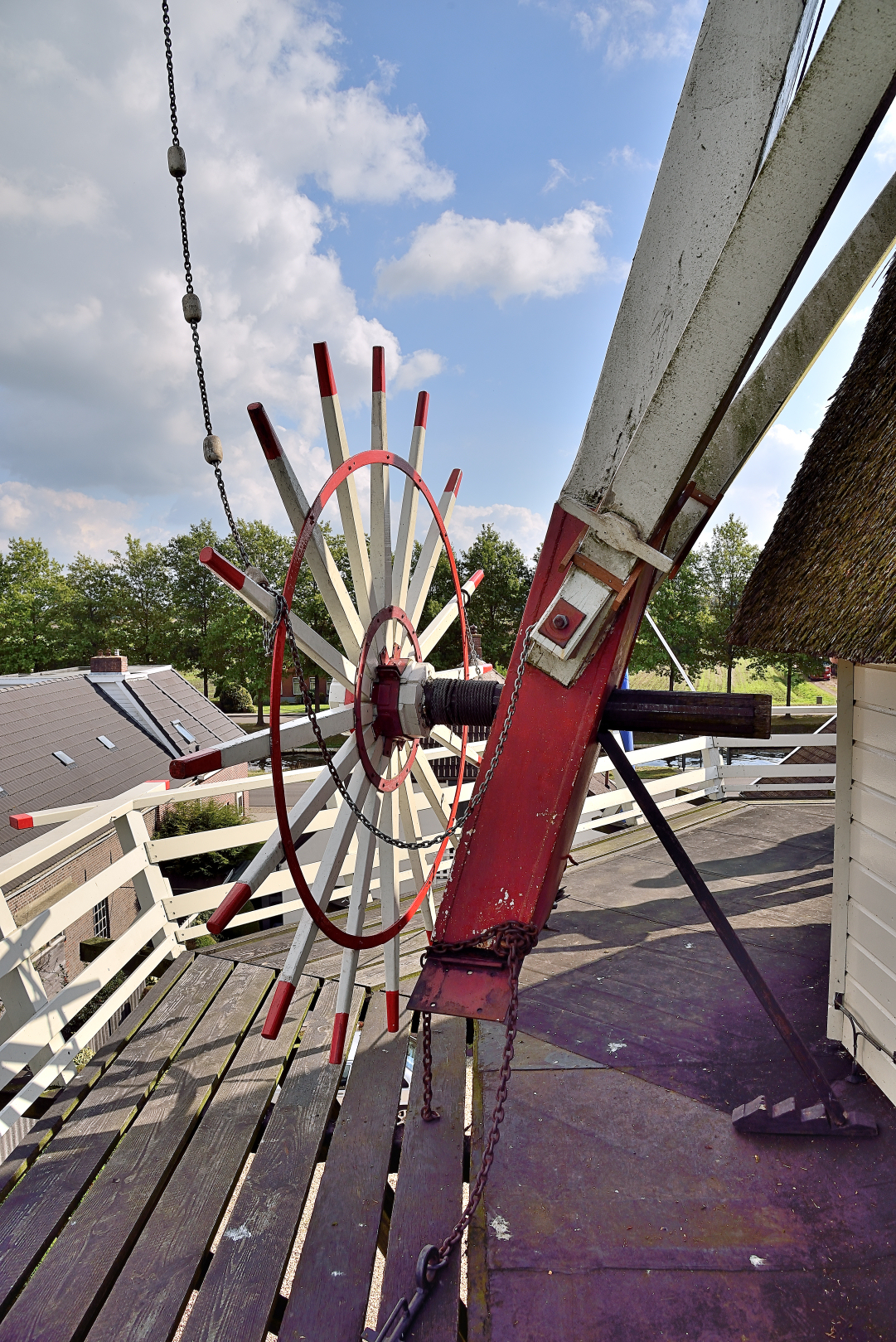
Kruirad
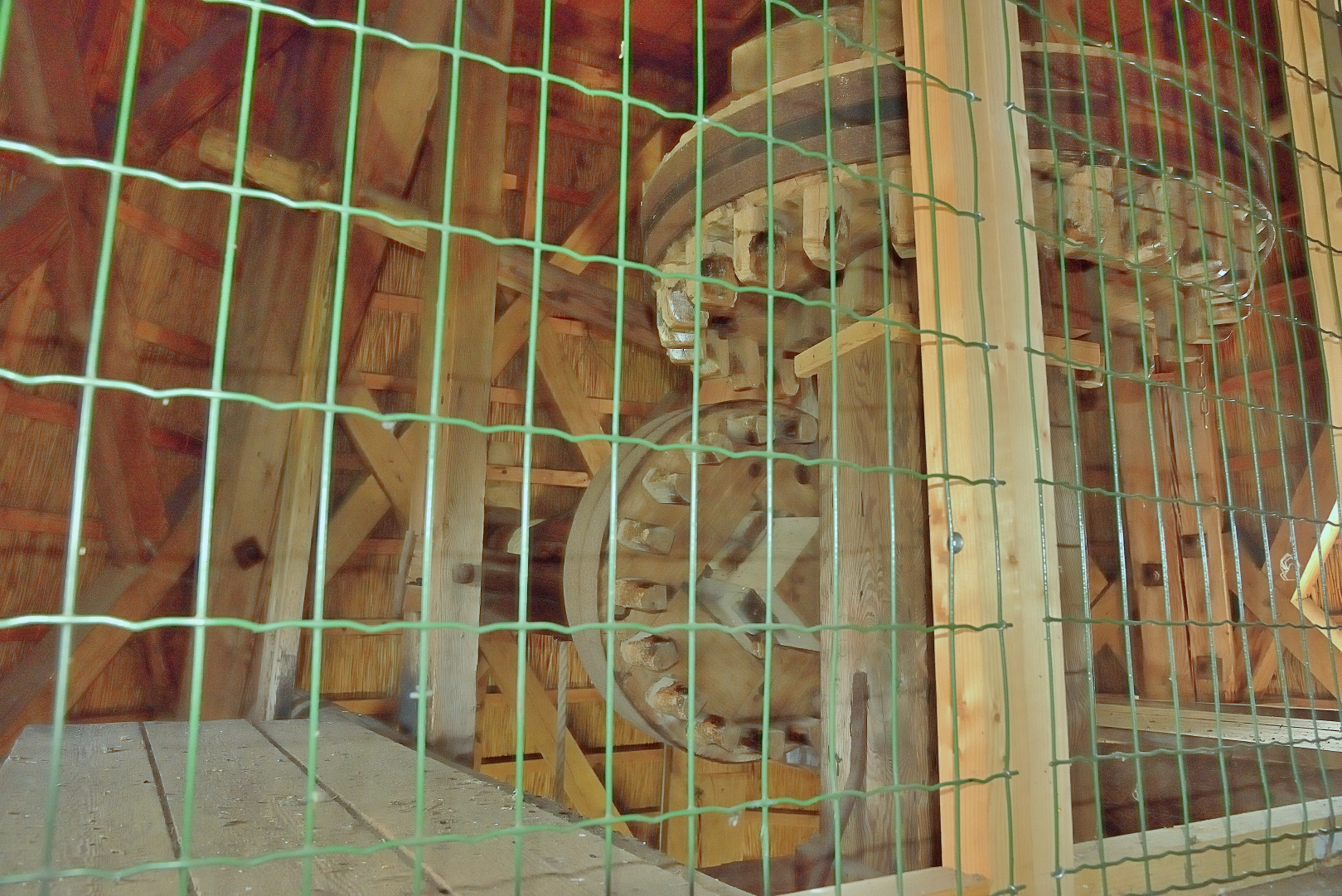
Kammenluiwerk
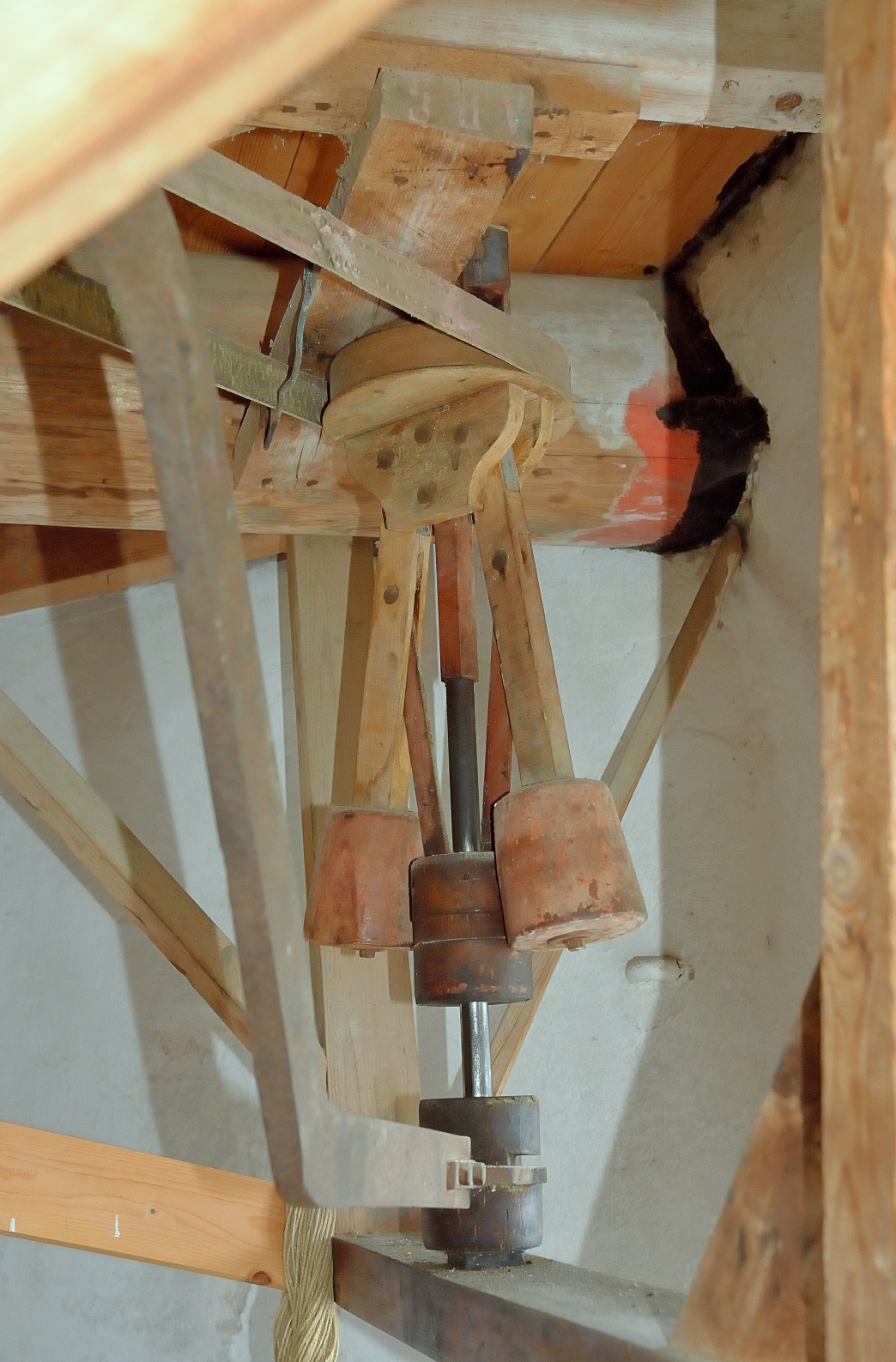
Regulateur
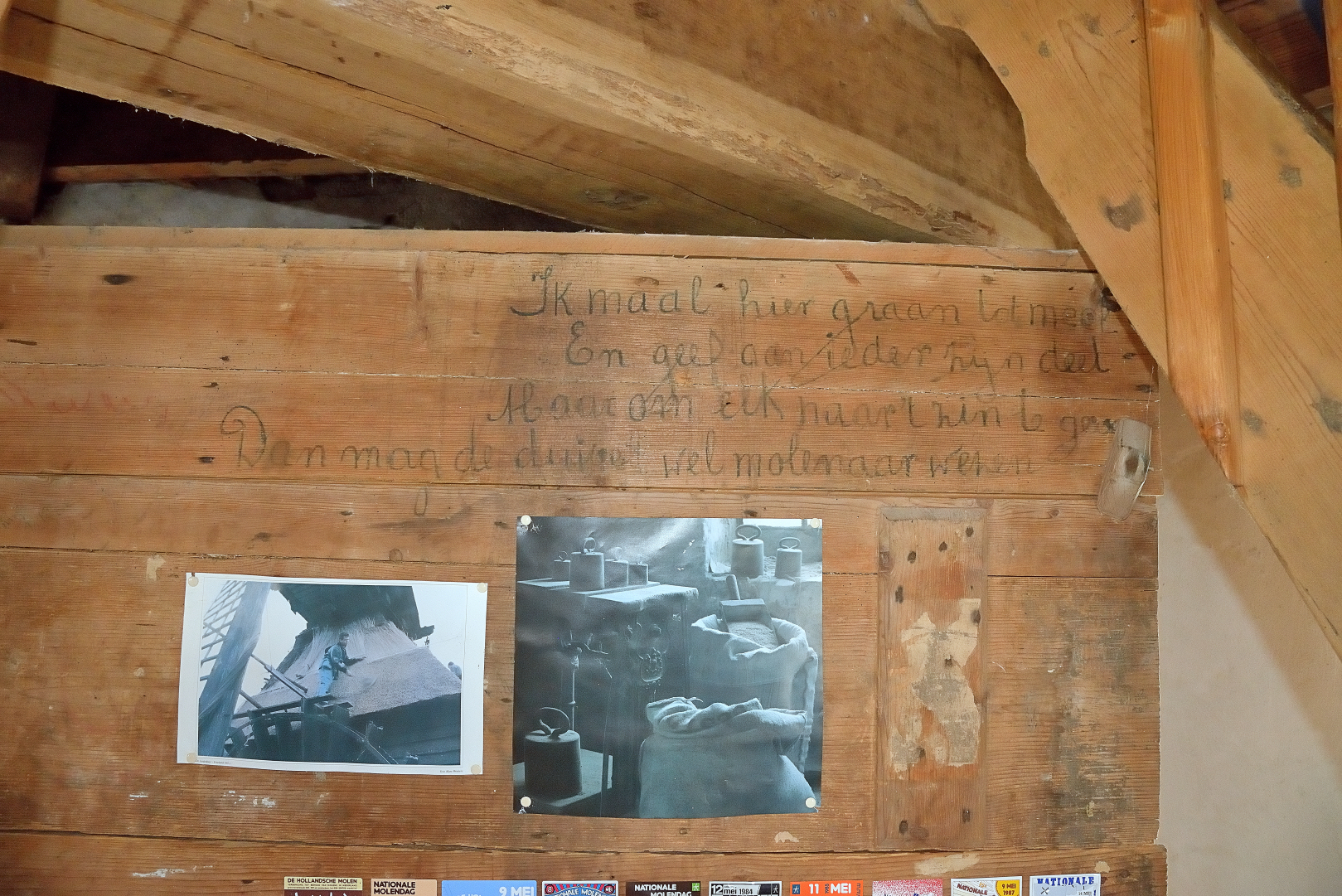
Builkist
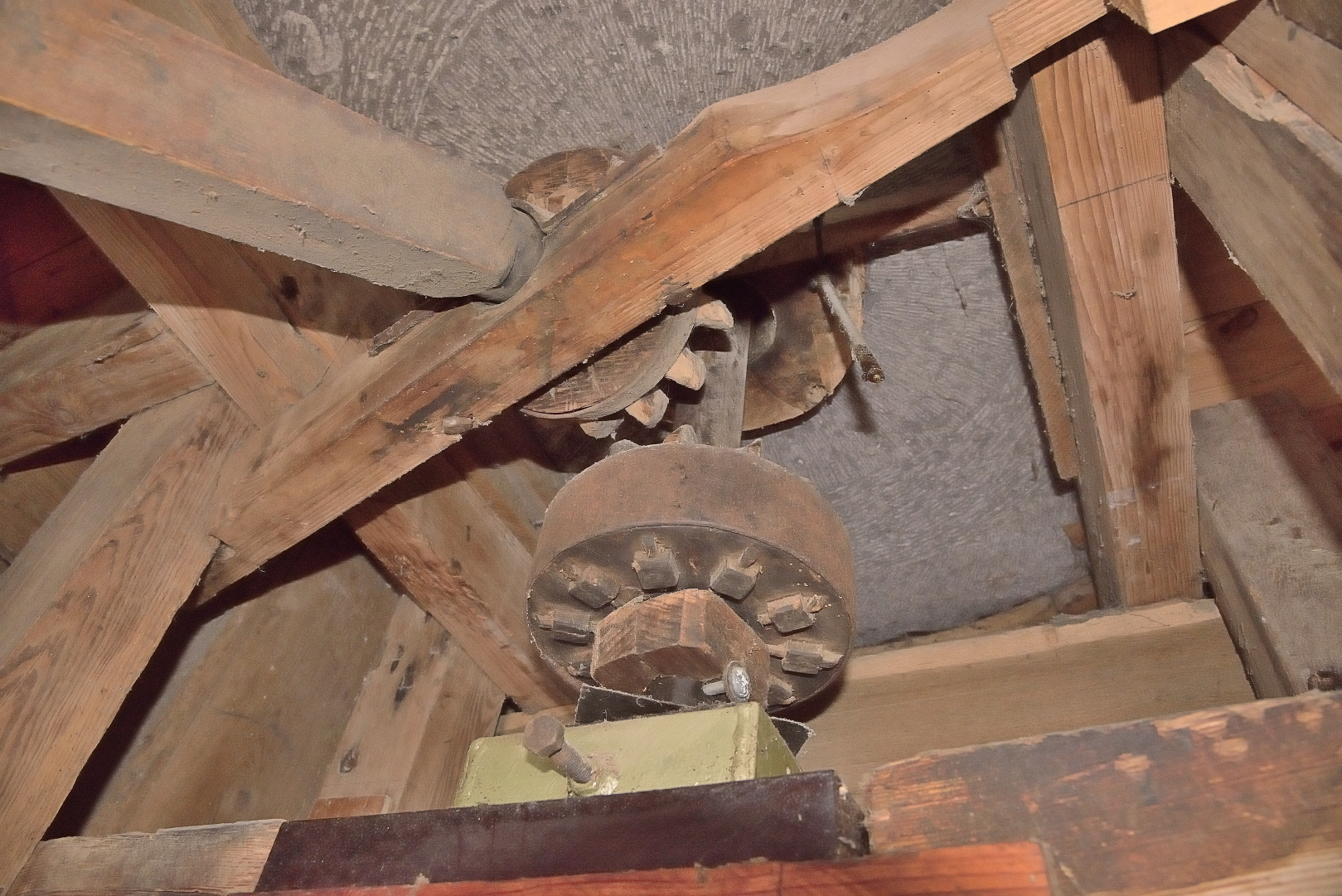
Aandrijving builkist via bolspil
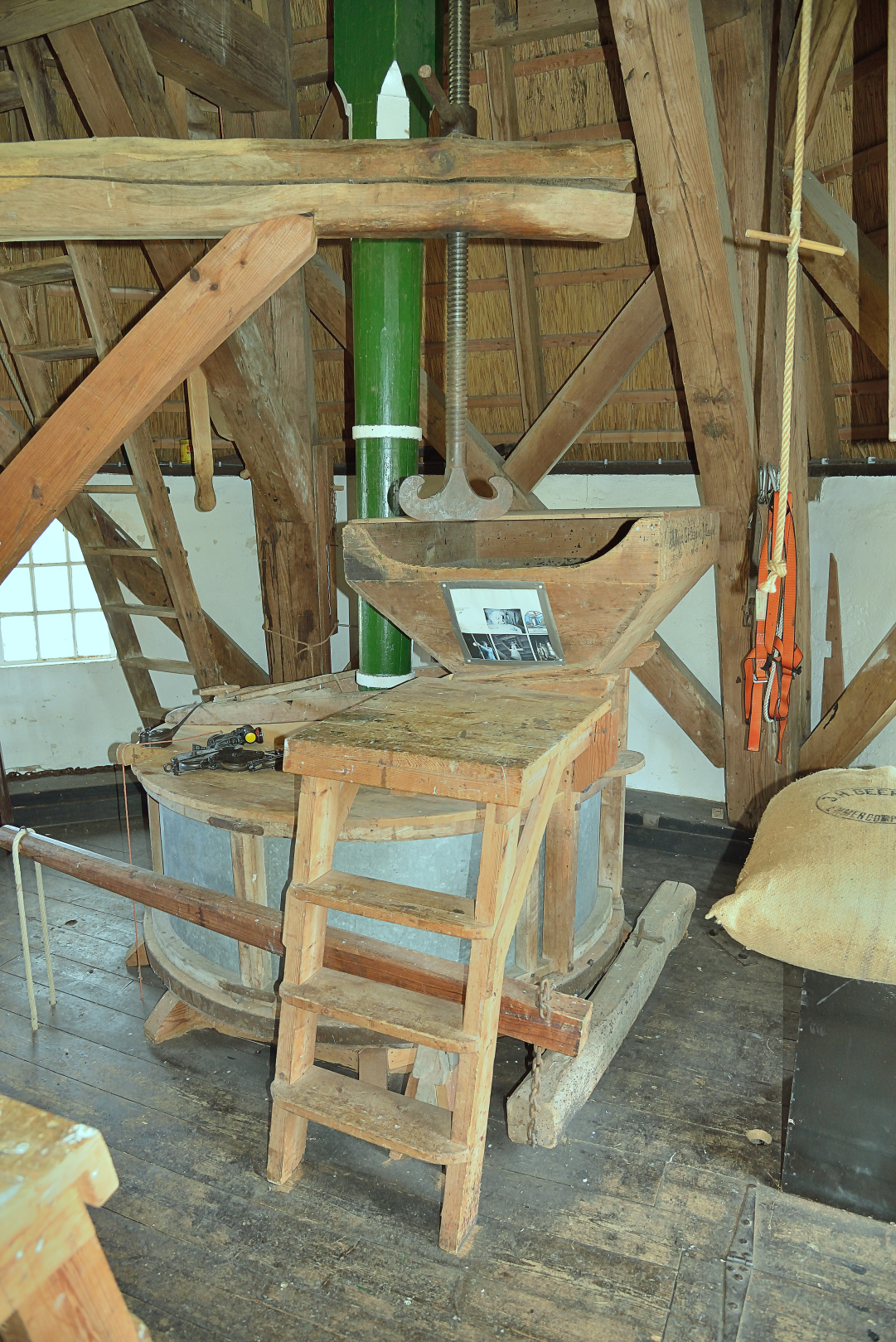
Maalkoppel
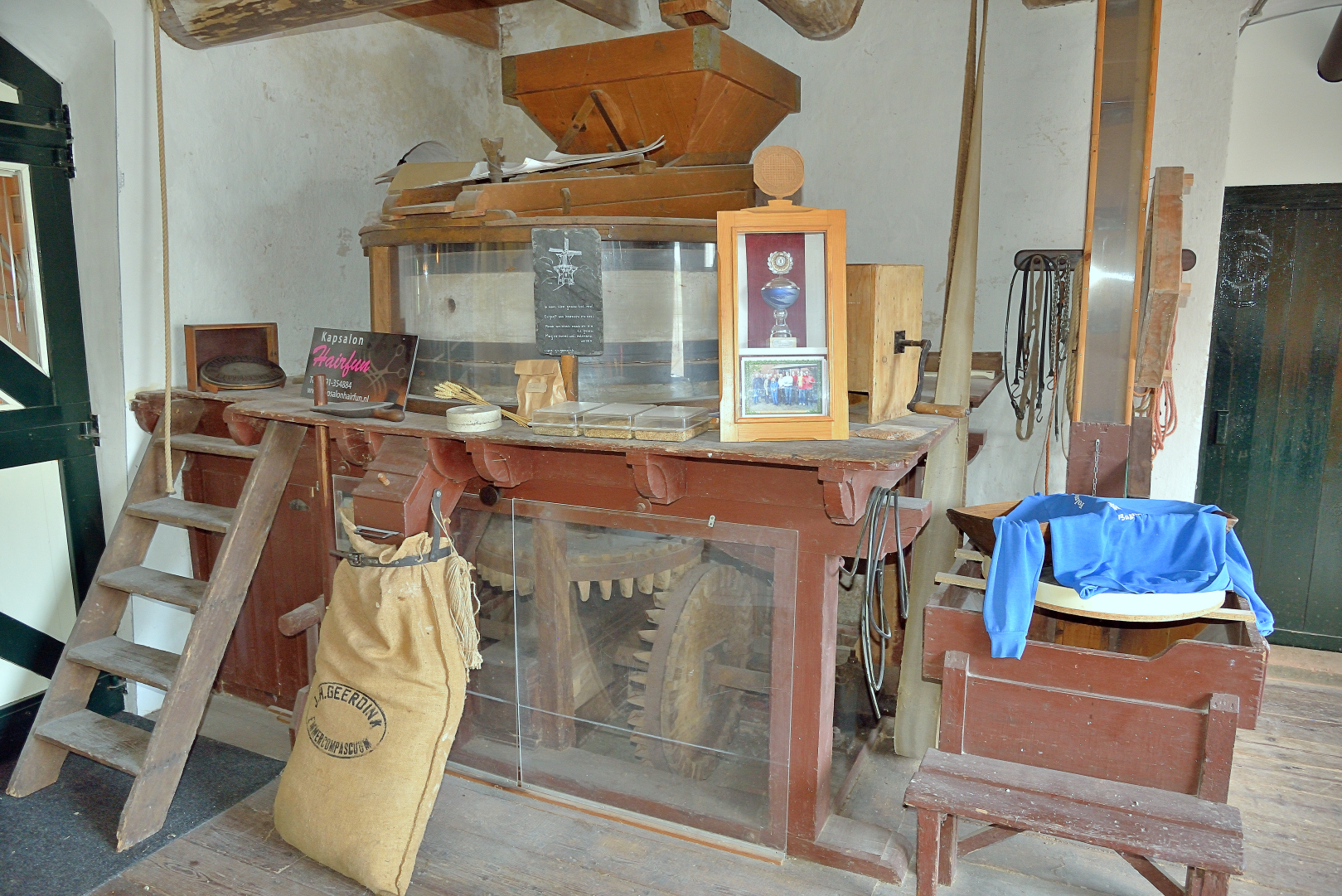
Maalstoel
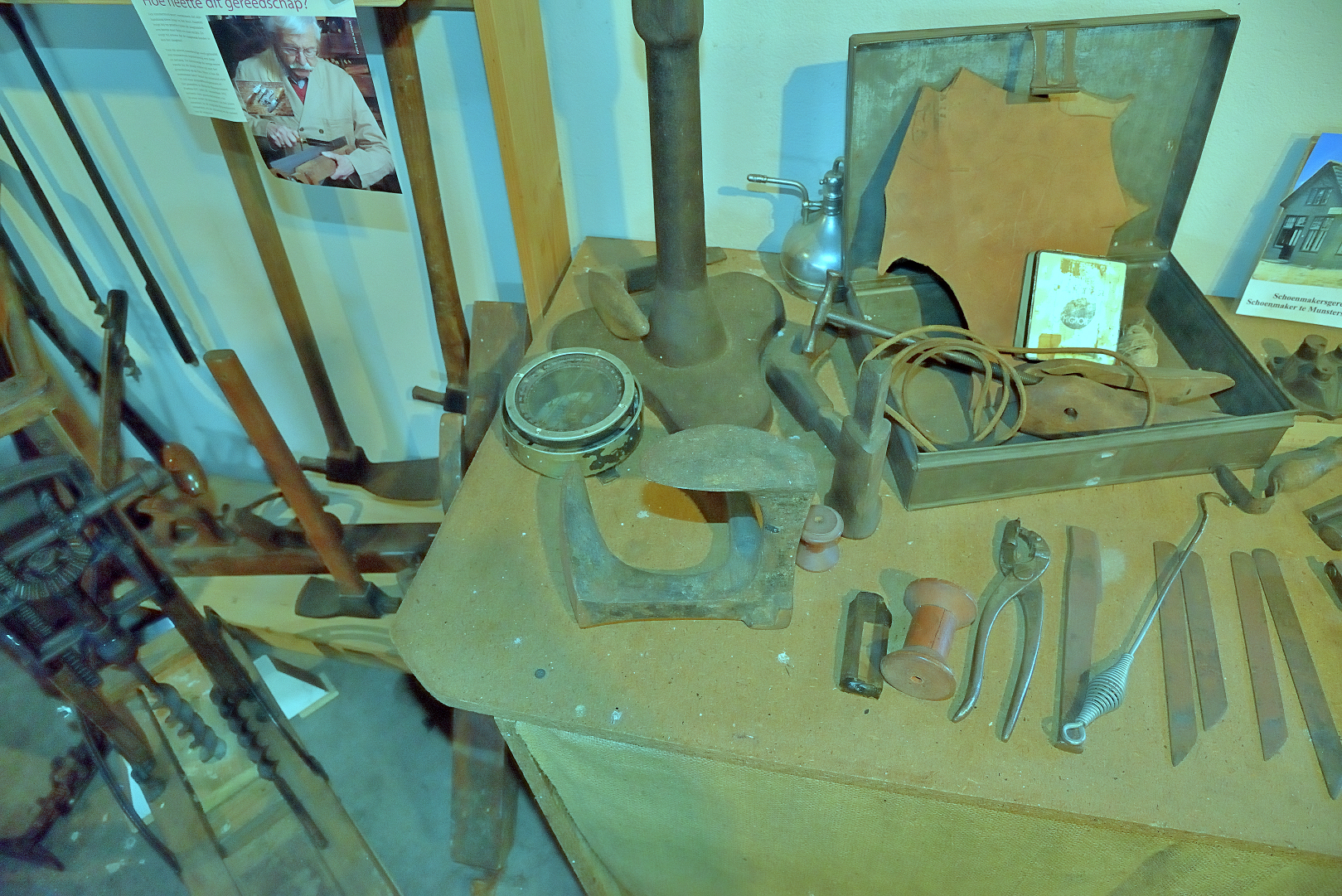
Schoenmakersgereedschap